# ديف كارول
ديف كارول (بالإنجليزية: Dave Carroll)‏ (20 سبتمبر 1966 في المملكة المتحدة - ) هو لاعب كرة قدم بريطاني في مركز الوسط. لعب مع ويكمب وندررز ونادي ألدرشوت تاون وWindsor & Eton F.C. (1892) ‏ وLondon Rangers F.C. ‏.

## وصلات خارجية
- ديف كارول على موقع قاعدة بيانات كرة القدم.إي يو (الإنجليزية)
- ديف كارول على موقع Soccerbase.com (لاعب) (الإنجليزية)